# Ölziisaikhany Pürevsüren
Ölziisaikhany Pürevsüren (8 giugno 2000) è una lottatrice mongola, specializzata nella lotta libera.

## Palmarès
- Campionati asiatici

Ulaanbaatar 2022: bronzo nei 65 kg.